# رومان غريغوريان
رومان غريغوريان (بالأرمنية: Ռոման Գրիգորյան)‏ (بالروسية: Григорян, Роман Багдасарович)‏ هو لاعب كرة قدم روسي وأرميني في مركز الوسط، ولد في 14 سبتمبر 1982 في موسكو في روسيا. لعب مع شينيك ياروسلافل وكريليا سوفيتوف سامارا.

## وصلات خارجية
- رومان غريغوريان على موقع قاعدة بيانات كرة القدم.إي يو (الإنجليزية)
- رومان غريغوريان على موقع Soccerway.com (الإنجليزية)